# Herb gminy Wartkowice
Herb gminy Wartkowice – symbol gminy Wartkowice.

## Wygląd i symbolika
Herb przedstawia na tarczy w polu czerwonym białą różę pięciopłatkową (godło z herbu Poraj rodu Biernackich, właścicieli terenów gminy), a pod nią trzy białe fale, nawiązujące do etymologii nazwy gminy.